# Каленна
Кале́нна — село в Україні, у Сквирській міській громаді Білоцерківського району Київської області. Населення становить 406 осіб.

## Населення

### Мова
Розподіл населення за рідною мовою за даними перепису 2001 року:
| Мова            | Кількість | Відсоток |
| --------------- | --------- | -------- |
| українська      | 402       | 99.01%   |
| російська       | 1         | 0.25%    |
| інші/не вказали | 3         | 0.74%    |
| Усього          | 406       | 100%     |

## Географія
Через село тече річка Злодіївка, ліва притока Росі.

## Відомі люди
- Ткаченко Андрій Купріянович (1910—199?) — український розвідник та письменник.
- Корінний Микола Миколайович (нар. 1946) — український історик, фахівець з історії України середніх віків, кандидат історичних наук.